# Schoepfia brasiliensis
Schoepfia brasiliensis är en tvåhjärtbladig växtart som beskrevs av A. Dc.. Schoepfia brasiliensis ingår i släktet Schoepfia och familjen Schoepfiaceae. Inga underarter finns listade i Catalogue of Life.